# Mike Knuble
Mike Knuble  (né le 4 juillet 1972 à Toronto, Ontario) est un joueur américain de hockey sur glace professionnel évoluant au poste d'ailier droit.

## Carrière en club
Mike Knuble est repêché en 1991 par les Red Wings de Détroit. Il passe les 4 premières saisons en CCHA, puis joue en LAH avec l'équipe affiliée des Red Wings, les Red Wings d'Adirondack.
Il joue son premier match en LNH durant la saison 1996-1997, année où les Red Wings remportent la Coupe Stanley. Son nom n'est cependant pas gravé sur le trophée, Knuble n'ayant pas assez joué de match. C'est fait l'année suivante, lorsqu'il participe à sa première saison complète en LNH, et que Détroit garde son titre.
Knuble est ensuite échangé aux Rangers de New York, où il joue presque deux saisons. Il est échangé peu avant la fin de la saison 1999-2000 aux Bruins de Boston. Après deux années moyennes (20 points en 2000-2001, 14 en 2001-2002), il est replacé sur l'aile gauche aux côtés de Joe Thornton et Glen Murray, ce qui augmente sensiblement ses performances (59 points en 2001-2002)
En 2004-2005, année du lock-out, il joue avec le club suédois de Linköping en Elitserien. Depuis 2005, il fait partie de l'équipe des Flyers de Philadelphie. Le 1er juillet 2009, il signe un contrat avec les Capitals de Washington.

## Carrière internationale
Knuble a participé avec l'équipe américaine aux compétitions suivantes :
- Championnat du monde 1995
- Championnat du monde 1999
- Championnat du monde 2001
- Championnat du monde 2005
- Jeux olympiques d'hiver de Turin (2006)

## Récompenses
- 1997-1998: Coupe Stanley avec les Red Wings de Détroit

## Statistiques
| Saison     | Équipe                   | Ligue      |       | Saison régulière | Saison régulière | Saison régulière | Saison régulière | Saison régulière |    | Séries éliminatoires | Séries éliminatoires | Séries éliminatoires | Séries éliminatoires | Séries éliminatoires |
| Saison     | Équipe                   | Ligue      | PJ    | B                | A                | Pts              | Pun              | PJ               | B  | A                    | Pts                  | Pun                  |                      |                      |
| 1991-1992  | Université du Michigan   | CCHA       | 43    | 7                | 8                | 15               | 48               | -                | -  | -                    | -                    | -                    |                      |                      |
| 1992-1993  | Université du Michigan   | CCHA       | 39    | 26               | 16               | 42               | 57               | -                | -  | -                    | -                    | -                    |                      |                      |
| 1993-1994  | Université du Michigan   | CCHA       | 41    | 32               | 26               | 58               | 71               | -                | -  | -                    | -                    | -                    |                      |                      |
| 1994-1995  | Université du Michigan   | CCHA       | 34    | 38               | 22               | 60               | 62               | -                | -  | -                    | -                    | -                    |                      |                      |
| 1994-1995  | Red Wings d'Adirondack   | LAH        | -     | -                | -                | -                | -                | 3                | 0  | 0                    | 0                    | 0                    |                      |                      |
| 1995-1996  | Red Wings d'Adirondack   | LAH        | 80    | 22               | 23               | 45               | 69               | 3                | 1  | 0                    | 1                    | 0                    |                      |                      |
| 1996-1997  | Red Wings d'Adirondack   | LAH        | 68    | 28               | 35               | 63               | 54               | -                | -  | -                    | -                    | -                    |                      |                      |
| 1996-1997  | Red Wings de Détroit     | LNH        | 9     | 1                | 0                | 1                | 0                | -                | -  | -                    | -                    | -                    |                      |                      |
| 1997-1998  | Red Wings de Détroit     | LNH        | 53    | 7                | 6                | 13               | 16               | 3                | 0  | 1                    | 1                    | 0                    |                      |                      |
| 1998-1999  | Rangers de New York      | LNH        | 82    | 15               | 20               | 35               | 26               | -                | -  | -                    | -                    | -                    |                      |                      |
| 1999-2000  | Rangers de New York      | LNH        | 59    | 9                | 5                | 14               | 18               | -                | -  | -                    | -                    | -                    |                      |                      |
| 1999-2000  | Bruins de Boston         | LNH        | 14    | 3                | 3                | 6                | 8                | -                | -  | -                    | -                    | -                    |                      |                      |
| 2000-2001  | Bruins de Boston         | LNH        | 82    | 7                | 13               | 20               | 37               | -                | -  | -                    | -                    | -                    |                      |                      |
| 2001-2002  | Bruins de Boston         | LNH        | 54    | 8                | 6                | 14               | 88               | 2                | 0  | 0                    | 0                    | 0                    |                      |                      |
| 2002-2003  | Bruins de Boston         | LNH        | 75    | 30               | 29               | 59               | 45               | 5                | 0  | 2                    | 2                    | 2                    |                      |                      |
| 2003-2004  | Bruins de Boston         | LNH        | 82    | 21               | 25               | 46               | 32               | 7                | 2  | 0                    | 2                    | 0                    |                      |                      |
| 2004-2005  | Linköpings HC            | Elitserien | 49    | 26               | 13               | 39               | 40               | 6                | 0  | 1                    | 1                    | 2                    |                      |                      |
| 2005-2006  | Flyers de Philadelphie   | LNH        | 82    | 34               | 31               | 65               | 80               | 6                | 1  | 3                    | 4                    | 8                    |                      |                      |
| 2006-2007  | Flyers de Philadelphie   | LNH        | 64    | 24               | 30               | 54               | 56               | -                | -  | -                    | -                    | -                    |                      |                      |
| 2007-2008  | Flyers de Philadelphie   | LNH        | 82    | 29               | 26               | 55               | 72               | 12               | 3  | 4                    | 7                    | 6                    |                      |                      |
| 2008-2009  | Flyers de Philadelphie   | LNH        | 82    | 27               | 20               | 47               | 62               | 6                | 2  | 1                    | 3                    | 2                    |                      |                      |
| 2009-2010  | Capitals de Washington   | LNH        | 69    | 29               | 24               | 53               | 59               | 7                | 2  | 4                    | 6                    | 6                    |                      |                      |
| 2010-2011  | Capitals de Washington   | LNH        | 79    | 24               | 16               | 40               | 10               | 6                | 2  | 0                    | 2                    | 8                    |                      |                      |
| 2011-2012  | Capitals de Washington   | LNH        | 72    | 6                | 12               | 18               | 32               | 11               | 2  | 1                    | 3                    | 6                    |                      |                      |
| 2012-2013  | Flyers de Philadelphie   | LNH        | 28    | 4                | 4                | 8                | 20               | -                | -  | -                    | -                    | -                    |                      |                      |
| 2012-2013  | Griffins de Grand Rapids | LAH        | 1     | 0                | 1                | 1                | 0                | -                | -  | -                    | -                    | -                    |                      |                      |
| Totaux LNH | Totaux LNH               | Totaux LNH | 1 068 | 278              | 270              | 548              | 641              | 65               | 14 | 16                   | 30                   | 38                   |                      |                      |